# Ronde van Frankrijk 2012/Startlijst
Dit artikel beschrijft de startlijst van de 99e Ronde van Frankrijk die op zaterdag 30 juni 2012 van start ging in de Belgische stad Luik.

## Overzicht

### BMC Racing Team
| Rugnummer | Naam               | Prestaties | Opmerkingen | Eindklassering |
| --------- | ------------------ | ---------- | ----------- | -------------- |
| 1         | Cadel Evans        |            |             | 7e             |
| 2         | Marcus Burghardt   |            |             | 58e            |
| 3         | Steven Cummings    |            |             | 95e            |
| 4         | Philippe Gilbert   |            |             | 46e            |
| 5         | George Hincapie    |            |             | 38e            |
| 6         | Amaël Moinard      |            |             | 45e            |
| 7         | Manuel Quinziato   |            |             | 109e           |
| 8         | Michael Schär      |            |             | 49e            |
| 9         | Tejay van Garderen |            |             | 5e             |

Ploegleider:  John Lelangue

### RadioShack-Nissan-Trek
| Rugnummer | Naam               | Prestaties       | Opmerkingen              | Eindklassering |
| --------- | ------------------ | ---------------- | ------------------------ | -------------- |
| 11        | Fränk Schleck      |                  | Niet gestart: 16e etappe | DNF            |
| 12        | Fabian Cancellara  | Winnaar: Proloog | Niet gestart: 11e etappe | DNF            |
| 13        | Tony Gallopin      |                  | Opgave: 13e etappe       | DNF            |
| 14        | Chris Horner       |                  |                          | 13e            |
| 15        | Andreas Klöden     |                  |                          | 11e            |
| 16        | Maxime Monfort     |                  |                          | 16e            |
| 17        | Jaroslav Popovytsj |                  |                          | 76e            |
| 18        | Jens Voigt         |                  |                          | 52e            |
| 19        | Haimar Zubeldia    |                  |                          | 6e             |

Ploegleider:  Alain Gallopin

### Europcar
| Rugnummer | Naam                | Prestaties                                                | Opmerkingen        | Eindklassering |
| --------- | ------------------- | --------------------------------------------------------- | ------------------ | -------------- |
| 21        | Thomas Voeckler     | Winnaar en strijdlustigste renner: 10e etappe, 16e etappe |                    | 26e            |
| 22        | Yukiya Arashiro     | Strijdlustigste renner: 4e etappe                         |                    | 84e            |
| 23        | Giovanni Bernaudeau |                                                           | Opgave: 15e etappe | DNF            |
| 24        | Cyril Gautier       |                                                           |                    | 61e            |
| 25        | Yohann Gène         |                                                           |                    | 139e           |
| 26        | Vincent Jérôme      |                                                           | Opgave: 15e etappe | DNF            |
| 27        | Christophe Kern     |                                                           |                    | 83e            |
| 28        | Davide Malacarne    |                                                           |                    | 59e            |
| 29        | Pierre Rolland      | Winnaar en strijdlustigste renner: 11e etappe             |                    | 8e             |

Ploegleider:  Jean-René Bernaudeau

### Euskaltel-Euskadi
| Rugnummer | Naam            | Prestaties | Opmerkingen             | Eindklassering |
| --------- | --------------- | ---------- | ----------------------- | -------------- |
| 31        | Samuel Sánchez  |            | Opgave: 8e etappe       | DNF            |
| 32        | Mikel Astarloza |            | Opgave: 6e etappe       | DNF            |
| 33        | Jorge Azanza    |            |                         | 74e            |
| 34        | Gorka Izagirre  |            |                         | 39e            |
| 35        | Egoi Martínez   |            |                         | 17e            |
| 36        | Rubén Pérez     |            |                         | 87e            |
| 37        | Amets Txurruka  |            | Niet gestart: 7e etappe | DNF            |
| 38        | Pablo Urtasun   |            |                         | 134e           |
| 39        | Gorka Verdugo   |            | Opgave: 8e etappe       | DNF            |

Ploegleider:  Gorka Gerrikagoitia

### Lampre-ISD
| Rugnummer | Naam                | Prestaties | Opmerkingen              | Eindklassering |
| --------- | ------------------- | ---------- | ------------------------ | -------------- |
| 41        | Michele Scarponi    |            |                          | 24e            |
| 42        | Grega Bole          |            | Opgave: 16e etappe       | DNF            |
| 43        | Danilo Hondo        |            |                          | 86e            |
| 44        | Joeri Krivtsov      |            | Buiten tijd: 11e etappe  | DNF            |
| 45        | Matthew Lloyd       |            | Niet gestart: 10e etappe | DNF            |
| 46        | Marco Marzano       |            |                          | 80e            |
| 47        | Alessandro Petacchi |            | Buiten tijd: 11e etappe  | DNF            |
| 48        | Simone Stortoni     |            |                          | 69e            |
| 49        | Davide Viganò       |            | Opgave: 6e etappe        | DNF            |

Ploegleider:  Maurizio Piovani

### Liquigas-Cannondale
| Rugnummer | Naam               | Prestaties                                                                   | Opmerkingen | Eindklassering |
| --------- | ------------------ | ---------------------------------------------------------------------------- | ----------- | -------------- |
| 51        | Vincenzo Nibali    |                                                                              |             | 3e             |
| 52        | Ivan Basso         |                                                                              |             | 25e            |
| 53        | Federico Canuti    |                                                                              |             | 114e           |
| 54        | Kristjan Koren     |                                                                              |             | 98e            |
| 55        | Dominik Nerz       |                                                                              |             | 47e            |
| 56        | Daniel Oss         |                                                                              |             | 105e           |
| 57        | Peter Sagan        | Winnaar: 1e etappe, 3e etappe, 6e etappe, Strijdlustigste renner: 14e etappe |             | 42e            |
| 58        | Sylwester Szmyd    |                                                                              |             | 71e            |
| 59        | Alessandro Vanotti |                                                                              |             | 118e           |

Ploegleider:  Stefano Zanatta

### Team Garmin-Sharp
| Rugnummer | Naam                  | Prestaties                        | Opmerkingen             | Eindklassering |
| --------- | --------------------- | --------------------------------- | ----------------------- | -------------- |
| 61        | Ryder Hesjedal        |                                   | Niet gestart: 7e etappe | DNF            |
| 62        | Tom Danielson         |                                   | Opgave: 6e etappe       | DNF            |
| 63        | Tyler Farrar          |                                   |                         | 151e           |
| 64        | Robert Hunter         |                                   | Niet gestart: 7e etappe | DNF            |
| 65        | Daniel Martin         |                                   |                         | 35e            |
| 66        | David Millar          | Winnaar: 12e etappe               |                         | 106e           |
| 67        | Christian Vande Velde |                                   |                         | 60e            |
| 68        | Johan Vansummeren     |                                   |                         | 147e           |
| 69        | David Zabriskie       | Strijdlustigste renner: 6e etappe |                         | 100e           |

Ploegleider:  Jonathan Vaughters

### AG2R-La Mondiale
| Rugnummer | Naam                   | Prestaties | Opmerkingen             | Eindklassering |
| --------- | ---------------------- | ---------- | ----------------------- | -------------- |
| 71        | Jean-Christophe Péraud |            |                         | 44e            |
| 72        | Maxime Bouet           |            |                         | 55e            |
| 73        | Mikaël Cherel          |            |                         | 62e            |
| 74        | Hubert Dupont          |            | Niet gestart: 7e etappe | DNF            |
| 75        | Blel Kadri             |            |                         | 89e            |
| 76        | Sébastien Minard       |            |                         | 65e            |
| 77        | Sébastien Hinault      |            |                         | 122e           |
| 78        | Christophe Riblon      |            |                         | 73e            |
| 79        | Nicolas Roche          |            |                         | 12e            |

Ploegleider:  Vincent Lavenu

### Cofidis, le crédit en ligne
| Rugnummer | Naam             | Prestaties                        | Opmerkingen              | Eindklassering |
| --------- | ---------------- | --------------------------------- | ------------------------ | -------------- |
| 81        | Rein Taaramäe    |                                   |                          | 36e            |
| 82        | Rémy Di Grégorio |                                   | Niet gestart: 10e etappe | DNF            |
| 83        | Samuel Dumoulin  |                                   |                          | 107e           |
| 84        | Nicolas Edet     | Strijdlustigste renner: 1e etappe |                          | 128e           |
| 85        | Julien Fouchard  |                                   |                          | 149e           |
| 86        | Jan Ghyselinck   |                                   |                          | 152e           |
| 87        | Luis Ángel Maté  |                                   |                          | 130e           |
| 88        | David Moncoutié  |                                   | Opgave: 12e etappe       | DNF            |
| 89        | Romain Zingle    |                                   |                          | 90e            |

Ploegleider:  Didier Rous

### Saur-Sojasun
| Rugnummer | Naam               | Prestaties                                       | Opmerkingen       | Eindklassering |
| --------- | ------------------ | ------------------------------------------------ | ----------------- | -------------- |
| 91        | Jérôme Coppel      |                                                  |                   | 21e            |
| 92        | Anthony Delaplace  |                                                  | Opgave: 7e etappe | DNF            |
| 93        | Jimmy Engoulvent   | Als laatste geëindigd in het algemeen klassement |                   | 153e           |
| 94        | Brice Feillu       |                                                  |                   | 91e            |
| 95        | Fabrice Jeandesboz |                                                  |                   | 54e            |
| 96        | Cyril Lemoine      |                                                  |                   | 136e           |
| 97        | Guillaume Levarlet |                                                  |                   | 75e            |
| 98        | Jean-Marc Marino   |                                                  |                   | 131e           |
| 99        | Julien Simon       |                                                  |                   | 92e            |

Ploegleider:  Lylian Lebreton

### Sky ProCycling
| Rugnummer | Naam                 | Prestaties                                 | Opmerkingen       | Eindklassering |
| --------- | -------------------- | ------------------------------------------ | ----------------- | -------------- |
| 101       | Bradley Wiggins      | Winnaar: 9e etappe, 19e etappe             |                   | 1e             |
| 102       | Mark Cavendish       | Winnaar: 2e etappe, 18e etappe, 20e etappe |                   | 142e           |
| 103       | Bernhard Eisel       |                                            |                   | 146e           |
| 104       | Chris Froome         | Winnaar: 7e etappe                         |                   | 2e             |
| 105       | Edvald Boasson Hagen |                                            |                   | 56e            |
| 106       | Christian Knees      |                                            |                   | 82e            |
| 107       | Richie Porte         |                                            |                   | 34e            |
| 108       | Michael Rogers       |                                            |                   | 23e            |
| 109       | Kanstantsin Siwtsow  |                                            | Opgave: 3e etappe | DNF            |

Ploegleider:  Steven de Jongh

### Lotto-Belisol
| Rugnummer | Naam                  | Prestaties                                | Opmerkingen | Eindklassering |
| --------- | --------------------- | ----------------------------------------- | ----------- | -------------- |
| 111       | Jurgen Van den Broeck |                                           |             | 4e             |
| 112       | Lars Bak              |                                           |             | 96e            |
| 113       | Francis De Greef      |                                           |             | 102e           |
| 114       | André Greipel         | Winnaar: 4e etappe, 5e etappe, 13e etappe |             | 123e           |
| 115       | Adam Hansen           |                                           |             | 81e            |
| 116       | Greg Henderson        |                                           |             | 124e           |
| 117       | Jürgen Roelandts      |                                           |             | 104e           |
| 118       | Marcel Sieberg        |                                           |             | 132e           |
| 119       | Jelle Vanendert       |                                           |             | 29e            |

Ploegleider: Herman Frison

### Vacansoleil-DCM
| Rugnummer | Naam              | Prestaties | Opmerkingen        | Eindklassering |
| --------- | ----------------- | ---------- | ------------------ | -------------- |
| 121       | Lieuwe Westra     |            | Opgave: 11e etappe | DNF            |
| 122       | Kris Boeckmans    |            |                    | 115e           |
| 123       | Johnny Hoogerland |            |                    | 57e            |
| 124       | Gustav Larsson    |            | Opgave: 11e etappe | DNF            |
| 125       | Marco Marcato     |            |                    | 67e            |
| 126       | Wout Poels        |            | Opgave: 6e etappe  | DNF            |
| 127       | Rob Ruijgh        |            | Opgave: 11e etappe | DNF            |
| 128       | Rafael Valls      |            |                    | 41e            |
| 129       | Kenny van Hummel  |            | Opgave: 15e etappe | DNF            |

Ploegleider:  Michel Cornelisse

### Team Katjoesja
| Rugnummer | Naam                   | Prestaties | Opmerkingen              | Eindklassering |
| --------- | ---------------------- | ---------- | ------------------------ | -------------- |
| 131       | Denis Mensjov          |            |                          | 15e            |
| 132       | Giampaolo Caruso       |            |                          | 37e            |
| 133       | Óscar Freire           |            | Niet gestart: 7e etappe  | DNF            |
| 134       | Vladimir Goesev        |            | Niet gestart: 16e etappe | DNF            |
| 135       | Joan Horrach           |            |                          | 119e           |
| 136       | Aljaksandr Koetsjynski |            |                          | 145e           |
| 137       | Luca Paolini           |            |                          | 108e           |
| 138       | Joeri Trofimov         |            |                          | 51e            |
| 139       | Edoeard Vorganov       |            |                          | 19e            |

Ploegleider:  Valerio Piva

### FDJ-BigMat
| Rugnummer | Naam                | Prestaties                        | Opmerkingen        | Eindklassering |
| --------- | ------------------- | --------------------------------- | ------------------ | -------------- |
| 141       | Sandy Casar         |                                   |                    | 22e            |
| 142       | Pierrick Fédrigo    | Winnaar: 15e etappe               |                    | 48e            |
| 143       | Jawhen Hoetarovitsj |                                   | Opgave: 15e etappe | DNF            |
| 144       | Matthieu Ladagnous  | Strijdlustigste renner: 5e etappe |                    | 85e            |
| 145       | Cédric Pineau       |                                   |                    | 133e           |
| 146       | Thibaut Pinot       | Winnaar: 8e etappe                |                    | 10e            |
| 147       | Anthony Roux        | Strijdlustigste renner: 2e etappe |                    | 126e           |
| 148       | Jérémy Roy          |                                   |                    | 66e            |
| 149       | Arthur Vichot       |                                   |                    | 94e            |

Ploegleider:  Thierry Bricaud

### Rabobank
| Rugnummer | Naam               | Prestaties                                             | Opmerkingen              | Eindklassering |
| --------- | ------------------ | ------------------------------------------------------ | ------------------------ | -------------- |
| 151       | Robert Gesink      |                                                        | Niet gestart: 12e etappe | DNF            |
| 152       | Steven Kruijswijk  |                                                        |                          | 33e            |
| 153       | Bauke Mollema      |                                                        | Opgave: 11e etappe       | DNF            |
| 154       | Mark Renshaw       |                                                        | Opgave: 11e etappe       | DNF            |
| 155       | Luis León Sánchez  | Strijdlustigste renner: 7e etappe, Winnaar: 14e etappe |                          | 64e            |
| 156       | Bram Tankink       |                                                        |                          | 144e           |
| 157       | Laurens ten Dam    |                                                        |                          | 28e            |
| 158       | Maarten Tjallingii |                                                        | Niet gestart: 4e etappe  | DNF            |
| 159       | Maarten Wynants    |                                                        | Niet gestart: 7e etappe  | DNF            |

Ploegleider:  Frans Maassen

### Team Movistar
| Rugnummer | Naam                | Prestaties                                    | Opmerkingen             | Eindklassering |
| --------- | ------------------- | --------------------------------------------- | ----------------------- | -------------- |
| 161       | Alejandro Valverde  | Winnaar en strijdlustigste renner: 17e etappe |                         | 20e            |
| 162       | Juan José Cobo      |                                               |                         | 30e            |
| 163       | Rui Costa           |                                               |                         | 18e            |
| 164       | Imanol Erviti       |                                               | Niet gestart: 7e etappe | DNF            |
| 165       | José Iván Gutiérrez |                                               | Niet gestart: 7e etappe | DNF            |
| 166       | Vladimir Karpets    |                                               |                         | 53e            |
| 167       | Vasil Kiryjenka     |                                               |                         | 77e            |
| 168       | Rubén Plaza         |                                               |                         | 101e           |
| 169       | José Joaquín Rojas  |                                               | Opgave: 3e etappe       | DNF            |

Ploegleider:  Yvon Ledanois

### Saxo Bank-Tinkoff Bank
| Rugnummer | Naam                 | Prestaties                                                            | Opmerkingen | Eindklassering |
| --------- | -------------------- | --------------------------------------------------------------------- | ----------- | -------------- |
| 171       | Jonathan Cantwell    |                                                                       |             | 137e           |
| 172       | Juan José Haedo      |                                                                       |             | 140e           |
| 173       | Karsten Kroon        |                                                                       |             | 143e           |
| 174       | Anders Lund          |                                                                       |             | 127e           |
| 175       | Michael Mørkøv       | Strijdlustigste renner: 3e etappe, Strijdlustigste renner: 13e etappe |             | 93e            |
| 176       | Nick Nuyens          |                                                                       |             | 121e           |
| 177       | Sérgio Paulinho      |                                                                       |             | 50e            |
| 178       | Chris Anker Sørensen | Prijs van de Strijdlust Ronde van Frankrijk                           |             | 14e            |
| 179       | Nicki Sørensen       | Strijdlustigste renner: 15e etappe                                    |             | 99e            |

Ploegleider:  Dan Frost

### Astana Pro Team
| Rugnummer | Naam                 | Prestaties                         | Opmerkingen        | Eindklassering |
| --------- | -------------------- | ---------------------------------- | ------------------ | -------------- |
| 181       | Janez Brajkovič      |                                    |                    | 9e             |
| 182       | Borut Božič          |                                    |                    | 129e           |
| 183       | Dmitri Fofonov       |                                    |                    | 63e            |
| 184       | Andrij Hryvko        |                                    |                    | 43e            |
| 185       | Maksim Iglinski      |                                    |                    | 116e           |
| 186       | Andrej Kasjetsjkin   |                                    |                    | 78e            |
| 187       | Fredrik Kessiakoff   | Strijdlustigste renner: 8e etappe  |                    | 40e            |
| 188       | Robert Kišerlovski   | Strijdlustigste renner: 12e etappe | Opgave: 14e etappe | DNF            |
| 189       | Aleksandr Vinokoerov | Strijdlustigste renner: 18e etappe |                    | 31e            |

Ploegleider:  Aleksandr Sjefer

### Omega Pharma-Quickstep
| Rugnummer | Naam             | Prestaties | Opmerkingen              | Eindklassering |
| --------- | ---------------- | ---------- | ------------------------ | -------------- |
| 191       | Levi Leipheimer  |            |                          | 32e            |
| 192       | Sylvain Chavanel |            | Opgave: 15e etappe       | DNF            |
| 193       | Dries Devenyns   |            |                          | 68e            |
| 194       | Kevin De Weert   |            |                          | 70e            |
| 195       | Bert Grabsch     |            |                          | 125e           |
| 196       | Tony Martin      |            | Niet gestart: 10e etappe | DNF            |
| 197       | Jérôme Pineau    |            |                          | 112e           |
| 198       | Martin Velits    |            |                          | 88e            |
| 199       | Peter Velits     |            |                          | 27e            |

Ploegleider:  Davide Bramati

### Orica-GreenEdge
| Rugnummer | Naam                | Prestaties | Opmerkingen        | Eindklassering |
| --------- | ------------------- | ---------- | ------------------ | -------------- |
| 201       | Simon Gerrans       |            |                    | 79e            |
| 202       | Michael Albasini    |            |                    | 110e           |
| 203       | Baden Cooke         |            |                    | 117e           |
| 204       | Matthew Goss        |            |                    | 120e           |
| 205       | Daryl Impey         |            |                    | 111e           |
| 206       | Brett Lancaster     |            | Opgave: 15e etappe | DNF            |
| 207       | Sebastian Langeveld |            |                    | 150e           |
| 208       | Stuart O'Grady      |            |                    | 97e            |
| 209       | Pieter Weening      |            |                    | 72e            |

Ploegleider:  Matthew White

### Argos-Shimano
| Rugnummer | Naam                | Prestaties | Opmerkingen             | Eindklassering |
| --------- | ------------------- | ---------- | ----------------------- | -------------- |
| 211       | Marcel Kittel       |            | Opgave: 5e etappe       | DNF            |
| 212       | Roy Curvers         |            |                         | 135e           |
| 213       | Koen de Kort        |            |                         | 103e           |
| 214       | Johannes Fröhlinger |            | Niet gestart: 8e etappe | DNF            |
| 215       | Patrick Gretsch     |            |                         | 141e           |
| 216       | Yann Huguet         |            |                         | 138e           |
| 217       | Matthieu Sprick     |            |                         | 113e           |
| 218       | Albert Timmer       |            |                         | 148e           |
| 219       | Tom Veelers         |            | Opgave: 12e etappe      | DNF            |

Ploegleider:  Rudie Kemna

## Deelnemers per land
| Deelnemers | Land                                                                                                |
| ---------- | --------------------------------------------------------------------------------------------------- |
| 44         | Frankrijk                                                                                           |
| 21         | Spanje                                                                                              |
| 18         | Nederland                                                                                           |
| 15         | Italië                                                                                              |
| 14         | België                                                                                              |
| 13         | Duitsland                                                                                           |
| 12         | Australië                                                                                           |
| 8          | Verenigde Staten                                                                                    |
| 5          | Rusland, Verenigd Koninkrijk, Denemarken                                                            |
| 4          | Kazachstan, Slovenië, Wit-Rusland                                                                   |
| 3          | Zwitserland, Slowakije                                                                              |
| 2          | Ierland, Portugal, Zuid-Afrika, Zweden, Oekraïne                                                    |
| 1          | Argentinië, Canada, Estland, Kroatië, Japan, Luxemburg, Nieuw-Zeeland, Noorwegen, Oostenrijk, Polen |

Proloog ·
1e etappe ·
2e etappe ·
3e etappe ·
4e etappe ·
5e etappe ·
6e etappe ·
7e etappe ·
8e etappe ·
9e etappe ·
10e etappe ·
11e etappe ·
12e etappe ·
13e etappe ·
14e etappe ·
15e etappe ·
16e etappe ·
17e etappe ·
18e etappe ·
19e etappe ·
20e etappe
Startlijst · Eindstanden · Afbeeldingen